# 우사미 이치카
우사미 이치카(일본어: 宇佐美いちか, 한국명: 우사미)는 도에이 애니메이션 키라키라☆프리큐어 아라모드에 등장하는 가공의 인물이다. 애니메이션 성우는 미야마 카렌(일본판) / 장미(한국판)이다.

## 프로필
| 우사미 이치카 / 우사미 | 우사미 이치카 / 우사미     |
| ---------------------- | -------------------------- |
| 성별                   | 여자                       |
| 생일                   | 1월 7일                    |
| 별자리                 | 염소자리                   |
| 상징 스윗츠            | 딸기 쇼트케이크            |
| 포지션                 | 주인공, 주연               |
| 변신체                 | 큐어 휩                    |
| 상징색                 | 분홍색                     |
| 등장 프리큐어 시리즈   | 키라키라☆프리큐어 아라모드 |

## 인물
키라키라☆프리큐어 아라모드에 등장하는 소녀로 가라테 도장을 운영하는 아버지와 해외에서 의사로 활동중인 어머니가 있다. 산만해보이기도 하지만 청력도 좋고 활기찬 성격을 가진 편이다. 
케익 만드는 것을 좋아하며 새로운 과자에도 도전하지만 실패할 때도 있지만 다른 사람이 조리법을 잘 알려주면 바로 들어서 제대로 만들어낸다. 

## 큐어 휩
우사미 이치카가 프리큐어로 변신했을 때의 모습이다. 상징색은 분홍색, 상징 스위츠는 쇼트케이크이다. 프리큐어 중 드물게 토끼 귀가 달려있으며 분홍색 머리에 케잌 모양의 치마가 달린 의상을 입고나온다.  

### 필살기
- 휩 데코레이션